# Emilio March García
Emilio Augusto March y García Mesa (La Laguna, 9 d'abril de 1844 - Madrid, 16 de març de 1919) fou un militar espanyol, Capità general de les Illes Balears i de les Illes Canàries durant el regnat d'Alfons XIII.
Ingressà a l'Escola d'Estat Major en 1861, i en 1870 fou destinat a Cuba com a capità d'Estat Major i tinent coronel d'infanteria. Participà en la Guerra dels Deu Anys sota les ordres d'Arsenio Martínez-Campos Antón contra els caps cubans Vicente García i Ignacio Mora. El 1876 tornà a la Península com a coronel d'infanteria i comandant d'Estat Major i participà en la tercera guerra carlina. De 1876 a 1878 fou destinat novament a Cuba i en 1878 fou ascendit a brigadier i destinat a la capitania de les Illes Balears. En 1879 tornà a Cuba, on lluità a la Guerra Chiquita i en 1886 fou governador militar de Matanzas. En 1890 tornà a la Península. En 1892 ascendí a general de divisió i fou nomenat governador militar de Girona i després de Mallorca, on fou capità general interí entre 1893 i 1895. En 1895 fou destinat novament a Puerto Rico i en 1896 a Cuba, on seria governador de Puerto Príncipe en 1898. Després de la derrota a la guerra hispano-estatunidenca tornà a la Península i en 1900 ascendí a tinent general. En 1902 fou nomenat capità general d'Aragó, càrrec que deixà el 24 de novembre de 1904 quan fou nomenat membre del Consell Suprem de Guerra i Marina. De 1910 a 1911 fou Capità general de les Illes Balears i de 1911 a 1915 Capità general de Canàries. En 1916 passà a la reserva i es va establir a Madrid, on va morir en 1919.